# Paraphlepsius carolinus
Paraphlepsius carolinus är en insektsart som beskrevs av Amy Lathrop 1917. Paraphlepsius carolinus ingår i släktet Paraphlepsius och familjen dvärgstritar. Inga underarter finns listade i Catalogue of Life.